# Forza aerospaziale del Corpo delle guardie della rivoluzione islamica
La Forza aerospaziale del Corpo delle guardie della rivoluzione islamica (in persiano نیروی هوافضای سپاه پاسداران انقلاب اسلامی‎, niru-ye havâfazây-e sepâh-e pâsdârân-e enghelâb-e eslâmi; abbreviato in NEHSA) è la branca aeronautica dei Pasdaran di cui è parte integrante.

## Comandanti
- Mousa Refan (1985 - 1990)
- Generale di brigata Hossein Dehghan (1990 - 1991)
- Generale di brigata Mohammad Hossein Jalali (1991 - 1997)
- Generale di brigata Mohammad Bagher Ghalibaf (1997 - 2000)
- Generale di brigata Ahmad Kazemi (2000 - 2005)
- Generale di brigata Mohammad Reza Zahedi (2005 - 2006)
- Generale di brigata Hossein Salami (2006 - 2009)
- Generale di brigata Amir Ali Hajizadeh (2009 - 2025) †
- Generale di brigata Majid Mousavi (2025 - in carica)[1]

## Aeromobili in uso
| Aeromobile                     | Tipologia                                                  | In servizio                | Note | Immagine                   |                            |                            |
| supporto aereo ravvicinato     | supporto aereo ravvicinato                                 | supporto aereo ravvicinato | supporto aereo ravvicinato | supporto aereo ravvicinato | supporto aereo ravvicinato | supporto aereo ravvicinato |
| ------------------------------ | ---------------------------------------------------------- | -------------------------- | --- | -------------------------- | -------------------------- | -------------------------- |
| Sukhoi Su-25                   | aereo d'attacco al suolo                                   | 6                          | il 25 gennaio 1991, 7 Su-25 dell'Aeronautica militare irachena, decollarono dall'Iraq per rifugiarsi in Iran nel bel mezzo della guerra del Golfo |                            |                            |                            |
| Sukhoi Su-17                   | cacciabombardiere                                          | 10                         | nel luglio 2018 gli esperti tecnici aeronautici militari iraniani hanno revisionato e ammodernato con successo i Su-22, dotandoli di capacità di trasporto di bombe intelligenti, munizioni di precisione guidate, trasferimento di dati dagli APR, predisponendoli inoltre, a ricevere in un prossimo futuro la capacità di utilizzo di missili da crociera aviolanciati dal raggio d'azione di 1500 km. |                            |                            |                            |
| Embraer EMB 312 Tucano         | addestratore e attacco leggero                             | 15                         | |                            |                            |                            |
| Toufan II                      | elicottero d'attacco                                       | 1+                         | |                            |                            |                            |
| HESA Shahed 285                | elicottero d'attacco                                       | 1+                         | |                            |                            |                            |
| trasporto                      |                                                            |                            | |                            |                            |                            |
| Ilyushin Il-76TD               | trasporto aereo strategico                                 | 3                          | adattati per la lotta aerea antincendio così come per il trasporto |                            |                            |                            |
| Antonov An-74TK-200            | trasporto aereo tattico                                    | 9                          | |                            |                            |                            |
| Dassault Falcon 20F            | Trasporto multiuso                                         | 1                          | |                            |                            |                            |
| Harbin Y-12-II                 | trasporto                                                  | 9                          | |                            |                            |                            |
| elicotteri da trasporto        |                                                            |                            | |                            |                            |                            |
| Mil Mi-17                      | elicottero da trasporto                                    | 38                         | |                            |                            |                            |
| HESA Shahed 278                | elicottero multiuso leggero                                | 3                          | |                            |                            |                            |
| aeromobili a pilotaggio remoto |                                                            |                            | |                            |                            |                            |
| Ababil                         | ricognizione, combattimento, disturbo e soppressione radar |                            | |                            |                            |                            |
| Mohajer I/II/III/VI            | ricognitore strategico                                     |                            | |                            |                            |                            |
| Karrar                         | aeromobile a pilotaggio remoto                             |                            | |                            |                            |                            |
| Shahed 129                     | aeromobile a pilotaggio remoto                             |                            | |                            |                            |                            |
| Yasir (copia dello ScanEagle)  | aeromobile a pilotaggio remoto                             |                            | |                            |                            |                            |
| Saegheh                        | aeromobile a pilotaggio remoto                             |                            | |                            |                            |                            |